# Faustyn Krukowiecki
Faustyn Krukowiecki z Ziemblic herbu Pomian (ur. 1810, zm. 5 maja 1883 w Złoczowie) – polski właściciel ziemski, powstaniec listopadowy.

## Życiorys
Urodził się w 1810. 
Został właścicielem ziemskim na ziemi sanockiej. Po wybuchu powstania listopadowego służył w szeregach 2 pułku ułanów. Podczas bitwy pod Ostrołęką 26 maja 1831 został ranny. Został mianowany podporucznikiem i odznaczony Krzyżem Srebrnym Orderu Virtuti Militari.
Później zamieszkiwał w rodzinnym gospodarstwie. W ostatnich latach życia zamieszkiwał w Złoczowie. Zmarł 5 maja 1883 w Złoczowie. Tam został pochowany.